# مطار المرصنة
مطار المرصنة أو مطار المُرَصَّنات هو مطار عسكري ثانوي عراقي في منطقة السبعين كيلو، غرب مدينة الرطبة في جنوب ناحية الوليد في قضاء الرطبة في محافظة الأنبار غرب العراق، أُنشئ تمهيداً لمشاركة العراق في حرب تشرين سنة 1973، بين المطار وبين مدينة الرطبة شرقاً 70 كيلومترا، وبين المطار والحدود السورية غرباً أكثر من 70 كيلومتراً، كان المطار تابعاً للقوة الجوية العراقية حتى وقوع الاحتلال الأمريكي للعراق سنة 2003 حين أُوقف استعمال المطار، وفي سنة 2014 احتله تنظيم الدولة الإسلامية (داعش) وفي 13 أيلول سنة 2017 أعلن قائم مقام قضاء الرطبة عن إعادة تأهيل مطار المرصنات لاتخاذه لدعم القوات المشاركة بتحرير المناطق الغربية من أيدي تنظيم الدولة، ثم صار معسكراً أساسياً للحشد الشعبي يسيطر عليه، وفيه قوة من الجيش العراقي وحرس الحدود وشرطة. يُسمى المطار في الإنكليزية اتش ثري نورث وست (H3 northwest).